# بازي تانكرزلي
بازي تانكرزلي (بالإنجليزية: Bazy Tankersley)‏ (و. 1921 – 2013 م) هي ناشرة، وصحافية أمريكية، ولدت في شيكاغو، كانت عضوةً في الحزب الجمهوري، وكانت عضوةً في الحزب الديمقراطي، توفيت في توسان، أريزونا، عن عمر يناهز 92 عاماً ، بسبب مرض باركنسون.